# The Trojan Women
The Trojan Women (grec: Τρωάδες Les troianes) és una pel·lícula dramàtica greco-britànico-estatunidenca dirigida per Michael Cacoyannis i protagonitzada per Katharine Hepburn, Vanessa Redgrave, Geneviève Bujold i Irene Papas. La pel·lícula es va fer amb el mínim de canvis a la traducció d'Edith Hamilton de l'obra original d'Eurípides, llevat de l'omissió de les divinitats de les deitats, com va dir Cacoyannis que eren "difícils de filmar i fer realistes".

## Argument
Les Troianes va ser una d'una trilogia d'obres que tractaven el patiment creat per la Guerra de Troia. Hecuba (Katharine Hepburn), reina dels troians i mare d'Hèctor, un dels guerrers més temibles de Troia, contempla les restes del seu regne; Andròmaca (Vanessa Redgrave), vídua de l'Hèctor assassinat i mare del seu fill Astíanax, creu que ha de criar el seu fill després de la guerra; tanmateix, Taltibi (Brian Blessed), el missatger dels grecs, arriba a la ciutat en ruïnes i els diu que el rei Agamèmnon i el seu germà Menelau han decretat que el fill d'Hèctor Astyanax ha de morir. — Cal executar l'última reialesa masculina de Troia per assegurar l'extinció de la línia. Cassandra (Geneviève Bujold), la filla d'Hècuba que s'ha tornat boja pels estralls de la guerra, espera a veure si el rei Agamèmnon l'enviarà a concubinat, mentre que Helena de Troia (Irene Papas), espera a veure si viurà.

## Repartiment
- Katharine Hepburn com a Hecuba, reina dels troians
- Vanessa Redgrave com a Andròmaca, vídua d'Hèctor
- Geneviève Bujold com a Cassandra, la filla d'Hècuba
- Irene Papas com a Helena de Troia
- Brian Blessed com a Taltibi
- Patrick Magee com a Menelau, rei d'Esparta

## Producció
Quan va començar el rodatge al poble espanyol d'Atienza, a 80 milles al nord-est de Madrid, seccions de la premsa especulaven que podria haver-hi focs artificials entre les actrius principals. Hepburn havia registrat recentment lamentant la misèria moral i la negligència de la generació moderna, i alguns de la premsa pensaven que l'impulsiva i radical Redgrave era un símbol d'aquesta generació "descuidada". De fet, les actrius es van portar bé, parlant de pintura, política i interpretació —Hepburn va expressar entusiasme per Rosalind de Redgrave de 1966 a Al vostre gust— i ambdues actrius van començar a aprendre castellà.
Cacoyannis va posar en escena The Trojan Women per primera vegada a Itàlia el 1963, amb Rod Steiger, Claire Bloom i Mildred Dunnock en els papers principals. Més tard, el mateix any, va portar la producció a Nova York, i el 1965, a París. "Per a mi", va dir en una entrevista a una revista l'any 1971, "l'obra és especialment rellevant i real. El que diu l'obra és tan important avui com ho era quan es va escriure. Tinc forts sentiments sobre la guerra, el militarisme, matar gent. ... i no he trobat cap escriptor millor que ho expliqui amb més claredat que Eurípides. L'obra tracta sobre la bogeria de la guerra, la bogeria dels altres i l'oblit que ells mateixos moriran."
El vestit de Katharine Hepburn va ser dissenyat per Nicholas Georgiadis de la Covent Garden. Cacoyannis va triar els italians Franco Freda i Adalgisa Favella com a maquillador i perruquer, respectivament, per a la pel·lícula. Tots dos eren veterans de les pel·lícules de Federico Fellini, Michelangelo Antonioni i Luchino Visconti.
Hepburn va dir de la seva interpretació en aquesta part: "La meva interpretació sempre ha estat una mica extravagant i rococó. Però per a aquesta part, he hagut de reduir-me a l'essencial". La seva veu d'actriu va baixar, després d'un entrenament especial, una octava, i gairebé sense accent; el son conegut i els ritmes de la costa est gairebé van desaparèixer.

## Premis
Cercle de Crítics de Cinema de Kansas City
- Premi del Cercle de Crítics de Cinema de Kansas City a la millor actriu - Katharine Hepburn (guanyadora)

National Board of Review of Motion Pictures
- Premi NBR a la millor actriu - Irene Papas (guanyat)